# Zurab Datunashvili
Zurab Datunashvili (Tbilisi, 18 de junho de 1991) é um lutador de estilo greco-romana sérvio de origem georgiana, medalhista olímpico.

## Carreira
Huseynov esteve nos Jogos Olímpicos de Verão de 2020 em Tóquio, onde participou do confronto de peso médio, conquistando a medalha de bronze após derrotar o croata Ivan Huklek.